# Wang Fei (basket-ball)
Dans ce nom, le nom de famille, Wang, précède le nom personnel.
Pour les articles homonymes, voir Wang Fei.
Wang Fei, (en chinois : 王 非), né le 25 mars 1963, à Pékin, en République populaire de Chine, est un ancien joueur et entraîneur chinois de basket-ball. 